# گوهرمرغ گلوارغوانی
گوهرمرغ گلوارغوانی (نام علمی: Porphyrolaema porphyrolaema) نام یک گونه از تیره گوهرمرغان است.